# Kaspar Schwenkfeld
Kaspar (vagy Caspar) Schwen(c)kfeld von Ossig (1489/1490 – 1561. december 10.) német teológus, író és prédikátor, aki a reformáció szellemi irányát képviselte, Szilézia első reformátorainak egyike. A schwenkfeldiánusok alapítója.
Schwenkfeld reform törekvéseit befolyásolta Thomas Müntzer és Andreas Karlstadt, azonban Schwenkfeld kidolgozta saját teológiáját és vitatkozott Lutherrel az úrvacsoráról (1524). Sajátos álláspontja volt, a Mennyei Test tanítása, amit a humanista Valentin Crautwald (1465-1545) látásából kiindulva közösen dolgoztak ki. Követőivel egy új keresztény csoport jött létre, amit betiltottak Németországban, de tanításaik hatással voltak Európában az anabaptista és pietista mozgalomra, és a puritánizmusra Angliában.

## Tanulmányai és ifjúkora
Schwenkfeld Ossigban (ma Osiek) született, Liegnitz (ma Legnica) közelében, Sziléziában, a mai Lengyelországban, nemesi szülők gyermekeként 1489-ben vagy 1490-ben. [1] 1505-1507 Kölnben tanult, majd 1507-ben beiratkozott az Odera menti Frankfurt egyetemére. 1511 és 1523 között Schwenkfeld a Leignitzi udvarnál dolgozott hivatalnokként, I. Károly herceg (1511-1515), I. György herceg (1515-1518), és II. Frigyes herceg (1518-1523) szolgálatában.

## Életszemlélete
1518-1519 körül Schwenkfeldet is elérte a protestáns ébredés, megtapasztalta Isten hívását. Luther írásai is mély hatást gyakoroltak Schwenkfeldre, átjárta a &quot;lutheri&quot; reformáció és maga is a Szentírás tanulmányozója lett. 1521-ben kezdte prédikálni az evangéliumot, és 1522-ben elnyerte II. Frigyes támogatását a reform tanok hirdetéséhez („akié a föld, azé a vallás”). 1523-ban megszervezte az első sziléziai gyülekezetet, a megtért testvérek tanítása és közös imádkozás céljából. 1525-ben Schwenkfeld elutasította Luther úrvacsora értelmezését a Krisztus valóságos jelenlétét illetően, és szellemi értelmezést adott az úrvacsorára, amit pedig Luther utasított el. Schwenkfeld tanítása szerint az igazi hívők Krisztus testét szellemi módon eszik. Komoly erőfeszítéseket tett a reformáció terjedésért bárhova ment, de bírálta is azokat a reformereket, akik szerinte túl extrém irányba mentek. Hangsúlyozta, hogy az igaz kereszténnyé váláshoz nem elegendő csak külsőleg megváltozni, 
hanem belsőleg is szükséges. Az Úrvacsora és egyéb viták miatt Schwenkfeld szakított Lutherrel, és a maga által leírt &quot;középút&quot;-at követte. 1529-ben önként távozott száműzetésbe Sziléziából, hogy mentesítse a herceget a személyével kapcsolatos kellemetlenségektől. 1529-134-ig Strasbourgban élt, majd Svábországba költözött.

## Tanításai
Schwenkfeld néhány tanítása szemben áll a háborúkkal, titkos társaságokkal és eskütételekkel, szerinte a hatalomnak nincs joga a lelkiismereti kérdésekbe beleszólni (nem értett egyet az akié a föld, azé a vallás elvvel), továbbá az újjászületés kegyelemből van hit által, amit a szent szellem belsőnkben munkál. A híveknek szellemileg kell enni a Krisztus testét, és a hívők életének bizonyságul kell lenni az újjászületésről. Elutasította a csecsemő keresztséget, a jellegzetes templomi épületeket, de még a felekezetbe szerveződést is. Az Úrvacsorával kapcsolatos nézetei sarkalták Luthert a „Krisztus testének és vérének szentsége – A fanatikusok ellen” című írásának megjelentetésére 1526-ban.

## Megjelent művei
1540-ben Luther hatására Schwenkfeldnek el kellett hagynia Strasbourgot. 1541-ben megjelent „Krisztus dicsőségének nagyszerű megvallása” című műve. Sokan úgy gondolták, amit írt az eretnekség. Tanításában Krisztusnak kettős természete van. Emberi és Isteni, szolgálata során egyre inkább felerősödött az Isteni jelleg. Az 1550-es években számos további írásmagyarázata jelent meg nyomtatásban, gyakran válaszul Matthias Flacius Illyricus lutheri reformátor írásaira.

## Halála
1561-ben megbetegedett vérhasban, a betegségtől egyre erőtlenebb lett, míg végül 1561. december 10-én reggel elhunyt Ulm városában. Ellenségei miatt a halála tényét, temetése helyét és idejét követői titokban tartották.

## Schwenkfelder Gyülekezet
Schwenkfeld nem szervezett és nem alapított külön felekezetet, de követői halála után összegyűjtötték írásait és prédikációit. 1700-ban mintegy 1500 követője élt Alsó-Sziléziában. Az Osztrák Birodalom üldöztetései elől sokan Nicolaus Ludwig von Zinzendorf gróf birtokára menekültek. Ott kezdték őket Schwenkfeldereknek hívni. 1731-ben egy csoportjuk kivándorolt Philadelphiába, majd további öt csoport emigrált 1737-ig. 1782-ben megalapították a Schwenkfelder Társaságot, majd 1909-ben a Schwenkfelder Gyülekezetet.
A Schwenkfelder Gyülekezet megmaradt kis keresztény csoportosulásnak, jelenleg öt helyi gyülekezetben mintegy 3000 tagjuk van Pennsylvániában. Mind az öt helyi gyülekezet Philadelphia körül egy 50 mérföld sugarú körben helyezkedik el.

## Schwenkfelder Könyvtár és Örökség Központ
A Schwenkfelder Könyvtár és Örökség Központ egy kis múzeum, könyvtár és levéltár Pennsburgban, Pennsylvániában. Ez az egyetlen intézmény, mely a Schwenkfelder történelem és örökség megőrzésére és bemutatására lett létrehozva. Kiállításuk bemutatja Kaspar Schwenkfeld életét és munkáját, a vallási toleranciát, és intoleranciát, amit a Schwenkfelderek tapasztaltak Amerikában és Európában, és természetesen a Schwenkfelder Gyülekezetet. A Schwenkfelder Könyvtár és Örökség Központ kiállításai egész évben megtekinthetők.

## Fordítás
- Ez a szócikk részben vagy egészben  a   Caspar Schwenckfeld című angol Wikipédia-szócikk ezen változatának fordításán alapul.  Az eredeti cikk szerkesztőit annak laptörténete sorolja fel. Ez a jelzés csupán a megfogalmazás eredetét és a szerzői jogokat jelzi, nem szolgál a cikkben szereplő információk forrásmegjelöléseként.